# Стрељаштво на Летњим олимпијским играма 1900 — пиштољ слободног избора 50 метара појединачно за мушкарце
Дисцилина пиштољ слободног избора, појединачно  са раздаљине од 50 метара у мушкој конкуренцији била је једна од девет дисциплина у стрељаштву на Олимпијским играма 1900. у Паризу. Резултати ове дисцилпине рачунају се у два такмичења појединачно и збирим резултата чланиова исте екипе у екипној конкуренцији.
Гађало су са 60 метака. Могло се постићи максимално 600 поена.
Такмичење је одржано 1. августа. Учествовало је 20 такмичара из 4 земље. 

## Земље учеснице
- Белгија (5)
- Француска (5)
- Холандија (5)
- Швајцарска {5}

## Освајачи медаља
| Злато                   | Сребро               | Бронза                  |
| Карл Редерер Швајцарска | Ашил Парош Француска | Конрад Штели Швајцарска |

## Резултати
| Место  | Име                 | Држава     | Резултат |
| ------ | ------------------- | ---------- | -------- |
| Злато  | Карл Редерер        | Швајцарска | 503      |
| Сребро | Ашил Парош          | Француска  | 466      |
| Бронза | Конрад Штели        | Швајцарска | 453      |
| 4      | Луј Ришард          | Швајцарска | 448      |
| 5      | Louis Duffoy        | Француска  | 442      |
| 6      | Dirk Boest Gips     | Холандија  | 437      |
| 7      | Friedrich Lüthi     | Швајцарска | 435      |
| 7      | Леон Моро           | Француска  | 435      |
| 9      | Paul Probst         | Швајцарска | 432      |
| 10     | Трините             | Француска  | 431      |
| 11     | Морис Лекок         | Француска  | 429      |
| 12     | Henrik Sillem       | Холандија  | 408      |
| 13     | Alban Rooman        | Белгија    | 405      |
| 14     | Thèves              | Белгија    | 404      |
| 15     | Antonius Bouwens    | Холандија  | 390      |
| 16     | Виктор Роберт       | Белгија    | 351      |
| 17     | Eichorn             | Белгија    | 345      |
| 18     | Solko van den Bergh | Холандија  | 331      |
| 19     | Charles Lebègue     | Белгија    | 318      |
| 20     | Anthony Sweijs      | Холандија  | 310      |